# Кси Змееносца
Кси Змееносца; ξ Змееносца (Xi Ophiuchi, ξ Ophiuchi, сокращ. Xi Oph, ξ Oph) — кратная звёздная система в экваториальном созвездии Змееносца. Звезда имеет видимую звёздную величину +4.39m, и, согласно шкале Бортля, видна невооружённым глазом даже на городском небе (англ. City sky). Из измерений параллакса, полученных во время миссии Hipparcos, известно, что звезда удалена примерно на 56,6 св. лет (17,36 пк) от Земли. Звезда наблюдается южнее 69° с. ш., то есть видна практически на всей территории обитаемой Земли, за исключением северных полярных областей. Лучшее время для наблюдения — июнь.
Кси Змееносца очень быстро движется, вдоль дальних фоновых звёзд со скоростью 0,3 " в год, однако, это результат близости звезды, а не скорости. Сама звезда движется с примерно с той же скоростью относительно Солнца, что и остальные звёзды: её радиальная гелиоцентрическая скорость: −9 км/с, что практически равно скорости, местных звёзд Галактического диска, а также это значит, что звезда приближается к Солнцу.

## Имя звезды
Кси Змееносца — (латинизированный вариант лат. Xi Ophiuchi) является обозначением Байера, данное им звезде в 1603 году.
У звезды также есть обозначение данное Флемстидом — 40 Змееносца (лат. 40 Ophiuchi). Обозначения двух компонентов как Кси Змееносца A и B вытекают из конвенции, используемой Вашингтонским каталогом визуально-двойных звёзд (WDS) для звёздных систем, и принятого Международным астрономическим союзом (МАС). Также у звезды есть обозначение, данное Гулдом — 124G Змееносца (лат. 124G Ophiuchi).

## Свойства кратной системы
Кси Змееносца имеет два главных компонента: первый компонент — A является звездой с видимой звёздной величиной +4.41m и спектрального класса F. Второй компонент — B является звездой c видимой звёздной величиной +8.9m и спектрального класса K. Они вращающиеся вокруг друг друга на расстоянии не менее 17 а.е. и с периодом, по крайней мере, 48 лет, хотя даже эти параметры весьма неопределённы. В других источниках даются следующие данные: в 1931 году звёзды были отдалены друг от друга на расстоянии 47 а.е. При этом если бы мы смотрели из окрестностей компонента A на компонент B, то мы бы увидели звёздочку с видимой звёздной величиной −15,52m, то есть со светимостью, примерно, 13 Лун в полнолуние. В то же время, если бы мы смотрели из окрестностей компонента B на компонент A, то мы бы увидели звёздочку с видимой звёздной величиной −20.01m, то есть со светимостью, примерно, в 475 раз тусклее нашего Солнца. В 1959 году звёзды были отдалены друг от друга на расстояние 64,4 а.е. При этом если бы мы смотрели из окрестностей компонента A на компонент B, то мы бы увидели звёздочку с видимой звёздной величиной −14.83m, то есть со светимостью, примерно, 5 Лун в полнолуние. В то же время, если бы мы смотрели из окрестностей компонента B на компонент A, то мы бы увидели звёздочку с видимой звёздной величиной −19.32m, то есть со светимостью, примерно, в 679 раз тусклее нашего Солнца.
Возраст системы Кси Змееносца около 1,19 млрд. лет.

### Компонент A
Кси Змееносца A — карлик, спектрального класса F2V, что указывает на то, что водород в ядре звезды служит ядерным «топливом», то есть звезда находится на главной последовательности. Звезда излучает энергию со своей внешней атмосферы при эффективной температуре около 6848 К, что придаёт ей характерный жёлто-белый цвет звезды- спектрального класса F и делает её источником ультрафиолетового излучения. Однако, первоначально звезда была классифицирована как гигант/субгигант спектрального класса F1, но затем была переклассифицирована в карлика, хотя проблемы остаются, поскольку чётко определённая температура высока и лучше соответствует классу F1.
Масса звезды обычна для карлика и составляет: 1,37 {\displaystyle M_{\bigodot }}. Eё радиус более чем на 40 % больше радиуса Солнца и составляет 1,4 {\displaystyle R_{\bigodot }}. Также звезда ярче нашего Солнца в 4 раза, её светимость составляет 4,43 {\displaystyle L_{\bigodot }}. Для того чтобы планета, аналогичная нашей Земле, получала примерно столько же энергии, сколько она получает от Солнца, её надо было бы поместить на расстоянии 2,13 а.е., то есть примерно туда, где в Солнечной системе находится Пояс астероидов. Причём с такого расстояния, Кси Змееносца A выглядела бы почти на 50 % меньше нашего Солнца, каким мы его видим с Земли — 0,28° (угловой диаметр нашего Солнца — 0,5°).
Звезда имеет поверхностную гравитацию 4,37 СГС или 234,4 м/с2, то есть несколько меньше, чем на Солнце (274,0 м/с2). Звезды, имеющие планеты, имеют тенденцию иметь большую металличность по сравнению Солнцем, но Кси Змееносца A имеет на треть меньшее значение металличности: содержание железа в ней относительно водорода составляет 68 % от солнечного.
Оценки скорости вращения резко расходятся и составляют от 0 до 20 км/с, что даёт период вращения менее четырёх дней, а также указывает на то, что вероятно, мы видим звезду более или менее с полюса.

### Компонент B
Кси Змееносца B — звезда спектрального класса K3. Масса звезды вполне нормальна для оранжевого карлика, которым она, скорее всего, и является: 0,6 {\displaystyle M_{\bigodot }}. Eё радиус на 30 % меньше радиуса Солнца и составляет 0,7 {\displaystyle R_{\bigodot }}. Также звезда гораздо тусклее нашего Солнца, её светимость составляет 0,073 {\displaystyle L_{\bigodot }}. Для того чтобы планета, аналогичная нашей Земле, получала примерно столько же энергии, сколько она получает от Солнца, её надо было бы поместить на расстоянии 0,27 а.е., то есть ближе того места, где в Солнечной системе находится Меркурий, чья большая полуось равна 0,387 а.е.. Причём с такого расстояния, Кси Змееносца B выглядела бы почти на 40 % больше нашего Солнца, каким мы его видим с Земли — 1,38°

## История изучения кратности звезды
Открывателем взаимного движения звёзд в системе Кси Змееносца считается Х. Доннер, который следил за звёздами с 1932 года по 1966. Для того, чтобы обнаружить взаимное движение, потребовалось более 30 лет. Сама звезда вошла в каталоги под именем DON 832. Согласно Вашингтонскому каталогу визуально-двойных звёзд, параметры этих компонентов приведены в таблице:
| Компонент | Год  | Количество измерений | Позиционный угол | Угловое расстояние | Видимая звёздная величина 1 компонента | Видимая звёздная величина 2 компонента |
| B         | 1932 | 12+                  | 66°              | 2.7                | 4.4m                                   | 8.9m                                   |
| B         | 1966 | 12+                  | 44°              | 3.9                | 4.4m                                   | 8.9m                                   |
| B         | 2015 | 12+                  | 27°              | 4.1                | 4.4m                                   | 8.9m                                   |
| С         | 2004 | 1                    | 261°             | 10.8               | 4.4m                                   | 13,7m                                  |

Таким образом к 2015 году это расстояние увеличилось до 4,1 ", причём сам компонент «A» перемещался примерно на 19 ". Обобщая все сведения о звезде, можно сказать, что у звезды есть спутник — Кси Змееносца B и что звезды движутся вместе в пространстве, то есть звёзды не просто находятся на линии прямой видимости, но связаны друг с другом гравитационно. К сожалению, ещё ни одна орбита не была рассчитана точно, что не позволяет провести проверку звёздных масс.
В последнее время, появились сведения о третьем компоненте — Кси Змееносца C, который имеет величину видимую звёздную величину 13,7m и отдалён от основной компоненты на величину— 10,8 ", но пока эти сведения не имеют независимого подтверждения. Также у звезды не известны ни параллакс, ни собственное движение.

## Ближайшее окружение звезды
Следующие звёздные системы находятся на расстоянии в пределах 20 световых лет от звезды Кси Змееносца (включены только: самая близкая звезда, самые яркие (<6,5m) и примечательные звёзды). Их спектральные классы приведены на фоне цвета этих классов (эти цвета взяты из названий спектральных типов и не соответствуют наблюдаемым цветам звёзд):
| Звезда            | Спектральный класс | Расстояние, св. лет |
| HD 158233         | K5 V               | 4.19                |
| 58 Змееносца      | F5 V               | 5.24                |
| Эпсилон Скорпиона | K2 IIIb            | 18.00               |
| HD 158614         | G8 IV-V            | 18.65               |

Рядом со звездой, на расстоянии 20 световых лет, есть ещё порядка 10 красных, оранжевых карликов и жёлтых карликов спектрального класса G, K и M, а также 1 белый карлик которые в список не попали.